# Wojewodowie poznańscy i wielkopolscy
Wojewodowie wielkopolscy i poznańscy
Pod koniec XV wieku wojewodzie poznańskiemu przyznano alterantywnie drugie miejsce wśród senatorów świeckich z wojewodą krakowskim.

## Za panowaniaPiastów
| Wojewoda                                | Lata sprawowania urzędu | Uwagi                    |
| --------------------------------------- | ----------------------- | ------------------------ |
| Dzierżykraj z Człopy herbu Nałęcz       | 1020 – ?                |                          |
| Jakub z Bnina herbu Łodzia              | 1120–?                  |                          |
| Dobrogost z Szamotuł herbu Nałęcz       | 1216–1226               |                          |
| Dionizy z Goździkowa herbu Wieniawa     | 1226–1234               |                          |
| Bogumił Dzierżykraj herbu Nałęcz        | 1234–1242               |                          |
| Mościc z Wielkiego Koźmina herbu Ostoja | 1242–1252               |                          |
| Przedpełk herbu Łodzia                  | 1252–1253               |                          |
| Hertobald herbu Wieniawa                | 1253–1255               |                          |
| Mikołaj z Grzymisławia herbu Nałęcz     | 1255–1260               |                          |
| Beniamin z Grabowy herbu Zaremba        | 1260–1264               |                          |
| Janko z Czarnkowa herbu Nałęcz          | 1264–1270               |                          |
| Przedpełk herbu Łodzia                  | 1270–1277               | po raz kolejny           |
| Jakub z Bnina herbu Łodzia              | 1277–1281               |                          |
| Tomisław z Szamotuł herbu Nałęcz        | 1281–1286               |                          |
| Beniamin Zaremba herbu Zaremba          | 1286–1287               |                          |
| Tomisław z Szamotuł herbu Nałęcz        | 1288–1293               | po raz kolejny           |
| Beniamin Zaremba                        | 1293–1297               | po raz kolejny           |
| Piotrko?                                | 1297–1299               |                          |
| Sędziwój z Jarocina herbu Zaremba       | 1299–1306               |                          |
| Kiełcz z Brudzewa herbu Nałęcz          | 1306–1308               |                          |
| Dobrogost z Dzwonowa herbu Nałęcz       | 1308–1320               |                          |
| Przybysław herbu Napiwon                | 1326–1328               |                          |
| Wincenty z Szamotuł herbu Nałęcz        | 1328–1332               |                          |
| Mikołaj z Biechowa herbu Doliwa         | 1332–1340               | później wojewoda kaliski |
| Jarosław z Iwna herbu Grzymała          | 1340–1343               |                          |
| Maciej Borkowic herbu Napiwon           | 1343–1358               |                          |
| Pasek z Wolicy herbu Doliwa             | 1358–1371               |                          |

## Za panowaniaAndegawenówiJagiellonów
| Wincenty z Krępy herbu Doliwa               | 1371–1386 |                             |
| Bartosz Wezenborg herbu Tur                 | 1387–1393 |                             |
| Jędrzej z Szamotuł herbu Nałęcz             | 1393–1400 |                             |
| Mścisław Bardzki herbu Szaszor              | 1400–1406 |                             |
| Sędziwój Ostroróg herbu Nałęcz              | 1406–1441 |                             |
| Jan z Bnina herbu Nałęcz                    | 1441–1449 |                             |
| Łukasz I Górka herbu Łodzia                 | 1449–1475 |                             |
| Stanisław Ostroróg herbu Nałęcz             | 1475–1477 |                             |
| Maciej z Bnina Opaliński herbu Łodzia       | 1477–1493 |                             |
| Mikołaj z Kutna herbu Ogończyk              | 1493–1495 |                             |
| Jan Starszy Świdwa Szamotulski herbu Nałęcz | 1495–1496 |                             |
| (Jan) Sędziwój Czarnkowski herbu Nałęcz     | 1496–1499 |                             |
| Jan Ostroróg herbu Nałęcz                   | 1500–1501 |                             |
| Andrzej Szamotulski herbu Nałęcz            | 1501–1511 |                             |
| Mikołaj Lubrański herbu Godziemba           | 1511–1519 |                             |
| Stanisław Kościelecki herbu Ogończyk        | 1519–1535 |                             |
| Łukasz II Górka herbu Łodzia                | 1535–1538 | później biskup kujawski     |
| Janusz Latalski herbu Prawdzic              | 1539–1557 |                             |
| Marcin Zborowski herbu Jastrzębiec          | 1557–1561 | później kasztelan krakowski |
| Andrzej Kościelecki herbu Ogończyk          | 1561–1565 | ponownie                    |
| Łukasz III Górka herbu Łodzia               | 1565–1573 |                             |

## Za monarchii elekcyjnej
| Stanisław Górka herbu Łodzia                 | 1573–1592 |                                    |
| Hieronim Gostomski herbu Nałęcz              | 1592–1609 |                                    |
| Jan Ostroróg herbu Nałęcz                    | 1610–1622 |                                    |
| Piotr Opaliński herbu Łodzia                 | 1622–1624 |                                    |
| Stanisław Przyjemski herbu Rawicz            | 1624–1628 | później marszałek nadworny koronny |
| Jan Opaliński herbu Łodzia                   | 1628–1637 |                                    |
| Krzysztof Opaliński herbu Łodzia             | 1637–1655 |                                    |
| Jan Leszczyński herbu Wieniawa               | 1655–1661 | później podkanclerzy koronny       |
| Andrzej Karol Grudziński herbu Grzymała      | 1661–1678 |                                    |
| Krzysztof Grzymułtowski herbu Nieczuja       | 1679–1687 |                                    |
| Rafał Leszczyński herbu Wieniawa             | 1687–1692 | później wojewoda łęczycki          |
| Wojciech Konstanty Breza herbu Breza         | 1692–1698 |                                    |
| Stanisław Małachowski herbu Nałęcz           | 1698–1699 |                                    |
| Stanisław Leszczyński herbu Wieniawa         | 1699–1709 | później król Polski                |
| Franciszek Zygmunt Gałecki herbu Junosza     | 1709–1711 |                                    |
| Andrzej Aleksander Radomicki herbu Kotwicz   | 1711–1726 | ustąpił na rzecz brata Macieja     |
| Maciej Radomicki herbu Kotwicz               | 1726–1728 |                                    |
| Władysław Radomicki herbu Kotwicz            | 1728–1737 |                                    |
| Michał Raczyński herbu Nałęcz                | 1737      |                                    |
| Antoni Józef Poniński herbu Łodzia           | 1738–1742 |                                    |
| Ludwik Bartłomiej Szołdrski                  | 1742–1753 |                                    |
| Stefan Garczyński                            | 1753–1754 |                                    |
| Stanisław Potocki                            | 1754–1760 |                                    |
| Florian Łubieński                            | 1760–1765 |                                    |
| Antoni Barnaba Jabłonowski                   | 1765–1778 | później kasztelan krakowski        |
| August książę ordynat Sułkowski herbu Sulima | 1778–1786 |                                    |
| Józef Klemens Mielżyński                     | 1786–1793 | ustąpił po II rozbiorze            |

## Prezesi Wielkiego Księstwa Poznańskiego i Prowincji Poznańskiej
| Joseph von Zerboni di Sposetti                            | 1815–1824 |                 |
| Johann Friedrich Theodor von Baumann                      | 1825–1830 |                 |
| Eduard Heinrich Flottwell                                 | 1830–1840 |                 |
| Adolf Heinrich von Arnim-Boitzenburg                      | 1840–1842 |                 |
| Carl Moritz von Beurmann                                  | 1843–1850 |                 |
| Gustav Carl Gisbert Heinrich Wilhelm Gebhard von Bonin    | 1850–1851 | po raz pierwszy |
| Eugen von Puttkamer                                       | 1851–1860 |                 |
| Gustav Carl Gisbert Heinrich Wilhelm Gebhard von Bonin    | 1860–1862 | po raz drugi    |
| Karl Wilhelm Heinrich Georg von Horn                      | 1862–1869 |                 |
| Otto von Königsmarck                                      | 1869–1873 |                 |
| William Barstow von Guenther                              | 1873–1886 |                 |
| Robert von Zedtlitz-Trützschler                           | 1886–1890 |                 |
| Hugo von Wilamowitz-Moellendorff                          | 1890–1899 |                 |
| Karl Julius Rudolf von Bitter                             | 1899–1903 |                 |
| Wilhelm August Hans von Waldow-Reitzenstein               | 1903–1911 |                 |
| Philipp Schwartzkopf                                      | 1911–1914 |                 |
| Johan Karl Friedrich Moritz Ferdinand von Eisenhart-Rothe | 1914–1918 |                 |

## Lata 1919–1939
| Wojciech Trąmpczyński             | 4 stycznia 1919 – 14 lutego 1919       | prezes Prowincji Poznańskiej                         |
| Witold Celichowski                | 14 lutego 1919 – 2 stycznia 1923       | 23 października 1919 do prezes Prowincji Poznańskiej |
| Adolf Rafał Bniński               | 2 stycznia 1923 – 30 kwietnia 1928     |                                                      |
| Piotr Dunin Borkowski             | 30 kwietnia 1928 – 1 października 1929 |                                                      |
| Roger Adam Raczyński herbu Nałęcz | 1 października 1929 – 1 grudnia 1934   |                                                      |
| Artur Maruszewski                 | 1 grudnia 1934 – 26 czerwca 1935       |                                                      |
| Mikołaj Kwaśniewski               | 26 czerwca 1935 – 4 listopada 1935     |                                                      |
| Artur Maruszewski                 | 4 listopada 1935 – 25 maja 1939        | po raz kolejny                                       |
| Ludwik Bociański                  | 25 maja 1939 – 1 września 1939         |                                                      |

## Wojewodowie poznańscy 1945–1950
| Michał Gwiazdowicz | 30 stycznia 1945 – 5 maja 1945 |  |
| Feliks Widy-Wirski | 5 maja 1945 – 8 sierpnia 1946  |  |
| Stefan Brzeziński  | 8 sierpnia 1946 – 26 maja 1950 |  |

## Przewodniczący Prezydium Poznańskiej Wojewódzkiej Rady Narodowej 1950–1973
| Włodzimierz Migoń    | 26 maja 1950 – 29 maja 1953         |                                       |
| Józef Pieprzyk       | 29 maja 1953 – 10 listopada 1956    |                                       |
| Franciszek Szczerbal | 10 listopada 1956 – 29 grudnia 1972 |                                       |
| Tadeusz Grabski      | 29 grudnia 1972 – 1 czerwca 1975    | od 23 grudnia 1973 wojewoda poznański |

## Wojewodowie poznańscy 1973–1999
| Tadeusz Grabski      | 29 grudnia 1972 – 1 czerwca 1975       | do 23 grudnia 1973 przewodniczący WRN    |
| Stanisław Cozaś      | 1 czerwca 1975 – 26 października 1981  |                                          |
| Marian Król          | 26 października 1981 – 9 stycznia 1986 |                                          |
| Bronisław Stęplowski | 9 stycznia 1986 – 23 października 1990 |                                          |
| Włodzimierz Łęcki    | 23 października 1990 – 13 grudnia 1997 | później senator                          |
| Maciej Musiał        | 13 grudnia 1997 – 20 czerwca 2000      | od 1 stycznia 1999 wojewoda wielkopolski |

## Wojewodowie wielkopolscy po 1999
| Maciej Musiał      | 13 grudnia 1997 – 20 czerwca 2000      | do 1 stycznia 1999 wojewoda poznański |
| Stanisław Tamm     | 20 czerwca 2000 – 22 października 2001 |                                       |
| Andrzej Nowakowski | 22 października 2001 – 28 grudnia 2005 |                                       |
| Tadeusz Dziuba     | 28 grudnia 2005 – 29 listopada 2007    |                                       |
| Piotr Florek       | 29 listopada 2007 – 10 listopada 2015  |                                       |
| Zbigniew Hoffmann  | 8 grudnia 2015 – 11 listopada 2019     |                                       |
| Łukasz Mikołajczyk | 25 listopada 2019 – 15 grudnia 2020    |                                       |
| Michał Zieliński   | 29 stycznia 2021 – 27 grudnia 2023     |                                       |
| Agata Sobczyk      | od 28 grudnia 2023                     |                                       |